# OneHouseStand
 (juillet 2018).
OneHouseStand est une entreprise belge créée en 2016 par Emanuele Butticé et Maurizio Chicco.
Le site internet propose des habitations de particuliers à louer pour organiser un événement professionnel ou privé.
Qualifiée comme le Airbnb de l'événement,,, la startup lève 500.000€ en avril 2018 auprès des fonds d'investissement W.IN.G by Digital Wallonia (S.R.I.W.), Digital Attraxion ainsi que différents investisseurs privés.

## Concept
OneHouseStand permet à des particuliers de mettre en ligne leur habitation (maison, loft, duplex, penthouse, serre) afin de la louer pour un événement professionnel ou privé.
Le site permet aux event managers ou aux particuliers souhaitant organiser un événement professionnel ou privé de consulter et de réserver les lieux privés proposés sur la plateforme.
L'entreprise OneHouseStand opère dans plusieurs villes belges telles que Bruxelles et Anvers. Elle est également présente dans le Brabant wallon et le Brabant flamand.
OneHouseStand compte, entre autres, parmi ses clients Proximus, L'Oréal, Tesla, Delhaize, Club Med, ABinBev.
En Belgique, plus d'un événement par jour est organisé dans un lieu OneHouseStand.